# Аббевилл (аэропорт)
Муниципальный аэропорт Аббевилл (англ. Abbeville Municipal Airport), (FAA LID: 0J0) — государственный гражданский аэропорт, расположенный в пяти километрах к северу от центральной части города Аббевилл (Алабама, США).

## История
Муниципальный аэропорт Аббевилл был открыт в августе 1959 года.

## Операционная деятельность
За период с 24 октября 2005 по 24 октября 2006 года муниципальный аэропорт Аббевилл обработал 404 операции взлётов и посадок воздушных судов (в среднем 34 операции ежемесячно), из них 99 % составила авиация общего назначения и 1 % — военная авиация.
Муниципальный аэропорт Аббевилл расположен на высоте 143 метров над уровнем моря, занимает площадь в 15 гектар и эксплуатирует одну взлётно-посадочную полосу
- 17/35 размерами 888 x 24 метров с асфальтовым покрытием.